# Задорожній Віктор Володимирович
Ві́ктор Володи́мирович Задоро́жній (нар. 13 березня 1978, с. Ковтунівка, Чернігівська область — 25 жовтня 2015, сел. Кам'янка, Донецька область) — молодший сержант 53-ї окремої механізованої бригади Збройних сил України, учасник російсько-української війни.

## Життєпис
Середню школу закінчив у селі Дубовий Гай Прилуцького району. Після школи закінчив Дігтярівське училище (Срібнянський район), за фахом — механізатор.
У 1996 році був призваний на строкову службу до Збройних сил України. Після служби працював трактористом у рідній Ковтунівці, згодом — на птахофабриці та на СТО, на будівництві в Російській Федерації.
У лютому 2015 року мобілізований до лав Збройних сил України. Учасник бойових дій у війні з Росією. Військовослужбовець 53-ї окремої механізованої бригади (в/ч Б0927).
Загинув 25 жовтня 2015 року від кульового поранення біля селища Кам'янка на Донеччині. Разом з Віктором загинув сержант Ільченко Сергій Васильович.
31 жовтня 2015 року похований у рідному селі.

## Вшанування
- 13 жовтня 2015 року, на будівлі Дубовогаївської школи, відкрито пам'ятну дошку[2].